# حكومة سامي الصلح السادسة
الحكومة اللبنانية الرابعة والعشرون بعد الاستقلال، والعاشرة بعهد الرئيس كميل شمعون، وهي سادس حكومة يترأسها سامي الصلح (الخامسة بعد الاستقلال). شكلت الحكومة بموجب المرسوم رقم 14165 بتاريخ 18 تشرين الثاني / نوفمبر 1956م، ونالت الثقة بموجب 38 صوتاً ضد 2، واستقالت بتاريخ 18 آب / أغسطس 1957م.

## أعضاء الحكومة
- سامي الصلح رئيساً لمجلس الوزراء ووزيراً للأنباء ووزيراً للداخلية ووزيراً للعدلية.
- محمد صبرا وزيراً للأشغال العامة ووزيراً للبرق والبريد والهاتف ووزيراً للتصميم العام.
- نصري معلوف وزيراً للاقتصاد الوطني ووزيراً للشئون الاجتماعية ووزيراً للمالية.
- شارل مالك وزيراً للتربية الوطنية ووزيراً للخارجية والمغتربين.
- فؤاد شهاب وزيراً للدفاع الوطني.
- مجيد أرسلان وزيراً للزراعة ووزيراً للصحة العامة.

### تعديلات وزارية
- في 1 آذار / مارس 1957م أجري تعديل حكومي تم بموجبه تعيين:
  - سامي الصلح وزيراً للدفاع الوطني، بالإضافة لمناصبه رئيساً للحكومة ووزيراً للأنباء والداخلية.
  - إميل تيان وزيراً للعدلية.
- في 3 حزيران / يونيو 1957م تم تعيين وزيرين دولة وهما محمد علي بيهم ويوسف حتي، واستمرا بالمنصب حتى 17 حزيران / يونيو 1957م.

## وصلات خارجية
- موقع رئاسة مجلس الوزراء الرسمي